# Oliva chrysoplecta
Oliva chrysoplecta is een slakkensoort uit de familie van de Olividae. De wetenschappelijke naam van de soort is voor het eerst geldig gepubliceerd in 1989 door Tursch & Greifeneder.